# Мякишево (Опочецкий район)
Мякишево — деревня в Опочецком районе Псковской области. Входит в состав Глубоковской волости.
Расположена к северо-западу от озера Велье, в 22 км к юго-востоку от города Опочка и в 9 км к юго-западу от волостного центра, деревни Глубокое.
Численность населения по состоянию на 2000 год составляла 33 человека. Численность населения по состоянию на 2014 год составляла 7 человек.